# Inostemma falcatum
Inostemma falcatum är en stekelart som beskrevs av Tölg 1921. Inostemma falcatum ingår i släktet Inostemma och familjen gallmyggesteklar. Inga underarter finns listade i Catalogue of Life.